# Abu-Bayhas
Abu-Bayhas   (segle VII - Medina, 713 (Gregorià)) Abu-Bayhas al-Hàysam ibn Jàbir  fou un cap kharigita, del clan Banu Sad ibn Dubaya. Fou el fundador del grup dels bayhasiyya, una de les sectes kharigites en posició mitjana entre els azraquites (extremistes) i els sufrites i ibadites (més moderats). Encara que consideraven infidels als musulmans que no eren kharigites, considerava lícit viure en comú, fer-hi aliances matrimonials i heretar-los. Després la secta es va fraccionar en diversos subgrups. Per escapar de les persecucions d'Al-Hajjaj ibn Yússuf va fugir a Medina però fou empresonat pel governador local, Uthman ibn Hayyan i executat de manera cruel.